# Państwowa Akademia Nauk Stosowanych w Przemyślu

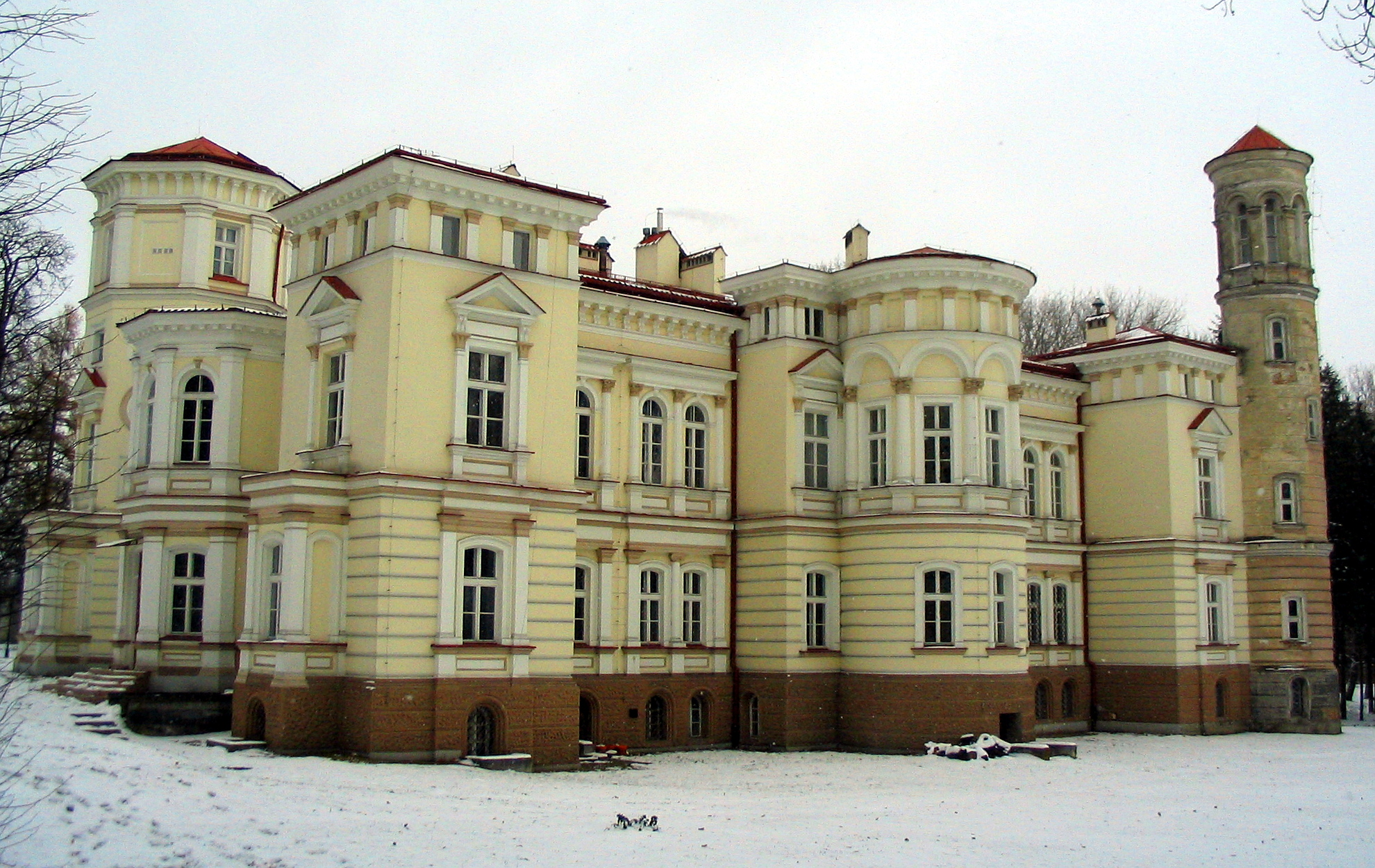
Główny budynek uczelni, Pałac Lubomirskich

Państwowa Akademia Nauk Stosowanych w Przemyślu – publiczna uczelnia zawodowa założona w 2001 roku w Przemyślu. 

## Historia
Początkowo istniała pod nazwą Państwowa Wyższa Szkoła Zawodowa, a w latach 2006–2022 jako Państwowa Wyższa Szkoła Wschodnioeuropejska.
W swoim pierwotnym zamierzeniu powstała jako uczelnia humanistyczna, nawiązująca do najstarszych tradycji akademickich Przemyśla: XV-wiecznej szkoły kapitulnej z rektorem wyznaczonym przez Akademię Krakowską i XVII-wiecznego kolegium jezuickiego. Otwartość na zmiany spowodowała, że w roku 2006 władze uczelni wprowadziły do oferty edukacyjnej kierunek artystyczny – architekturę wnętrz, a w roku 2009 pierwszy kierunek techniczny – inżynierię środowiska. W roku 2010 uruchomiono drugi kierunek inżynierski – mechatronikę. Obecnie PANS kształci na kilkunastu kierunkach, z zakresu nauk humanistycznych, społecznych, medycznych, technicznych oraz artystycznych. 

## Władze uczelni
- Rektor: dr hab. Marek Delong, prof. PANS
- Prorektor ds. rozwoju i współpracy: dr Sławomir Solecki
- Prorektor ds. studenckich: dr Andrzej Kawecki
- Kanclerz: mgr Dominik Tracz
- Kwestor: mgr Jerzy Uziembło

## Instytuty i kierunki kształcenia
Uczelnia oferuje bezpłatne studia licencjackie: 
- Architektura wnętrz
- Bezpieczeństwo transgraniczne
- Pielęgniarstwo
- Projektowanie graficzne
- Stosunki międzynarodowe

inżynierskie: 
- Bezpieczeństwo i produkcja żywności
- Informatyka w biznesie
- Inżynieria transportu i logistyki
- Mechatronika
- Zarządzanie i inżynieria produkcji

magisterskie: 
- Bezpieczeństwo i stosunki transgraniczne
- Fizjoterapia (jednolite)
- Inteligentne technologie
- Pielęgniarstwo
- Projektowanie graficzne

## Lokalizacja uczelni
Wszystkie budynki zlokalizowane są w Parku Lubomirskich przy ulicy Książąt Lubomirskich (Bakończyce) oraz w jego otoczeniu.
Bazę dydaktyczną – obok zabytkowego Pałacu Lubomirskich w Przemyślu – stanowią nowoczesne budynki Kolegium Wschodniego, Biblioteki Uczelnianej, akademika oraz Kolegium Technicznego z pracowniami i laboratoriami badawczymi. 

## Wyróżnienia
W 2004 i 2009 roku Polska Komisja Akredytacyjna wydała ocenę pozytywną dla kierunku filologia polska, prowadzonego w Instytucie Polonistyki, natomiast w 2007 dla kierunku politologia, prowadzonego w Instytucie Politologii i Polityki Regionalnej. W 2014 roku ocenę pozytywną otrzymał kierunek polonistyka, prowadzony w Instytucie Humanistycznym, a w 2018 kierunek mechatronika, prowadzony w Instytucie Nauk Technicznych.
W 2017 roku Państwowa Akademia Nauk Stosowanych w Przemyślu zajęła I miejsce wśród państwowych wyższych szkół zawodowych w rankingu reputacji polskich uczelni "Premium Brand".
W 2019 roku uczelnia otrzymała nagrodę od Ministra Nauki i Szkolnictwa Wyższego – dr. Jarosława Gowina za najlepsze wyniki w dziedzinie zawodowych losów absolwentów w ramach programu Dydaktyczne Inicjatywy Doskonałości.

## Organizacje studenckie
W strukturach uczelni działają:
- Samorząd Studentów,
- Akademicki Związek Sportowy,
- Chór akademicki,
- Zespół Tańca Narodowego PWSW,
- Klub Studencki „Bowling Club Japa”, w którym odbywają się różne imprezy, m.in. dyskoteki, wystawy, koncerty,
- Duszpasterstwo Akademickie,
- Studenckie Koło Naukowe Zarządzania Jakością i Bezpieczeństwem Żywności „ISO Z TEGO” w Instytucie Nauk Technicznych,
- Studenckie Koło Naukowe Logistyków „Paczka” w Instytucie Nauk Technicznych,
- Koło Naukowe Mechatroników „Faza” w Instytucie Nauk Technicznych,
- Koło Naukowe Studentów Socjologii w Instytucie Socjologii,
- Koło Naukowe Młodych Dyplomatów w Instytucie Stosunków Międzynarodowych i Politologii,
- Studenckie Koło Naukowe Dziedzictwa Kulturowego Polski Południowo-Wschodniej w Instytucie Sztuk Projektowych,
- Koło Naukowe Historyków Studentów PWSW w Instytucie Historii.

## Uniwersytet Trzeciego Wieku w PWSW
W 2009 roku uruchomiono pierwszą edycję studiów na Uniwersytecie Trzeciego Wieku, działającym przy PWSW.

## Działalność międzynarodowa
Collegium Carpathicum to edukacyjny projekt wymiany wykładowców między siecią uniwersytetów znajdujących się na terenie Karpat działający od 01.09.2018 r. W projekt zaangażowane są również: Podkarpacki Uniwersytet im. Wasyla Stefanyka w Iwano-Frankowsku, Uniwersytet Preszowski na Słowacji, Uniwersytet Ostrawski w Czechach, Uniwersytet Stefana Wielkiego w Suczawie w Rumunii, Katolicki Uniwersytet Petera Pazmanya w Budapeszcie na Węgrzech oraz Uniwersytet Warszawski, który jest koordynatorem projektu. W perspektywie kolejnych lat planowane jest rozszerzenie współpracy na kolejne uczelnie: Uniwersytet Rzeszowski, Uniwersytet Masaryka (Czechy), Debreczyński Uniwersytet (Węgry) i Użhorodzki Uniwersytet Narodowy.
Uczelnia nawiązuje także współpracę z młodzieżą o polskich korzeniach oraz rozwija przyjazne relacje z cudzoziemcami zainteresowanymi polskością poprzez coroczną inicjatywę Międzynarodowej Szkoły Letniej Kultury i Języka Polskiego.

## Biblioteka uczelniana
PANS posiada bibliotekę uczelnianą – początkowo zlokalizowaną w Pałacu Lubomirskich, a od 2007 roku przeniesioną do nowego gmachu, wybudowanego dzięki wsparciu z Europejskiego Funduszu Rozwoju Regionalnego.  
Biblioteka Uczelniana Państwowej Akademii Nauk Stosowanych w Przemyślu gromadzi zbiory z różnych dziedzin wiedzy, przede wszystkim związanych z profilem uczelni, niezbędnych do realizowania procesu dydaktycznego. Tematyka księgozbioru obejmuje między innymi literaturę z zakresu historii i nauk pomocniczych, socjologii, psychologii, public relations, filozofii, nauk społeczno-politycznych, prawa, nauk filologicznych, nauk prawno-administracyjnych, nauk ekonomicznych i przyrodniczych oraz sztuk pięknych i architektury.
Księgozbiór Biblioteki Uczelnianej jest powiększany na bieżąco o nowe pozycje drogą kupna, wymiany oraz darów. Aktualnie liczy ponad 64000 woluminów druków zwartych oraz blisko 4300 jedn. inw. czasopism.
Biblioteka posiada także zbiory specjalne liczące blisko 200 jedn. inw. Są to przede wszystkim zbiory kartograficzne oraz taśmy magnetofonowe, płyty kompaktowe i kasety wideo.
Blisko 800 jednostek to zdigitalizowane materiały rękopiśmienne rzadkich opracowań z XIX i początków XX wieku (głównie dzieje Kresów Wschodnich), map, planów, fotografii i niewielkie ilości prasy.

## Kontrowersje
W roku 2015 powszechne zgorszenie wywołał fakt sfotografowania się studentów Szkoły z flagą organizacji przestępczej OUN-UPA. Zostali oni ukarani za swój czyn zarówno przez Komisję Dyscyplinarną PWSW, jak i Konsulat Generalny RP w Winnicy, który poczynił starania mające na celu odebranie im Kart Polaka.